# Palazzo d’Avalos del Vasto

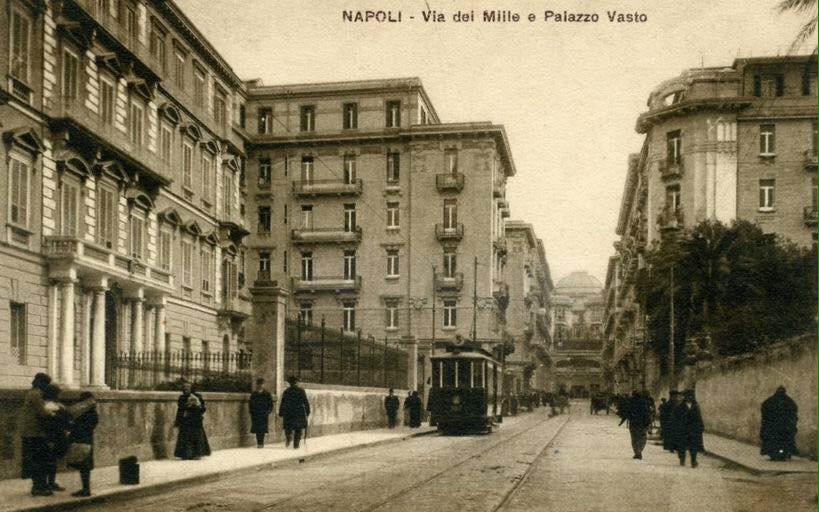
Via dei Mille in Neapel auf einem alten Foto. Der Palazzo d’Avalos del Vasto ist das Gebäude auf der linken Seite. Im Hintergrund sieht man auch den Palazzo Mannajuolo.

Der Palazzo d’Avalos del Vasto ist ein Palast aus dem 16. Jahrhundert im Viertel Chiaia von Neapel in der italienischen Region Kampanien. Er liegt an der Via dei Mille, 48–50.

## Geschichte
Fernando Francesco d’Avalos di Pescara ließ den Palast im ersten Viertel des 16. Jahrhunderts als repräsentative Residenz der Familie D’Avalos, der Markgrafen von Pescara und Vasto, erbauen. 1751 wurde er von dem Architekten Mario Gioffredo aus Neapel umgebaut; die Umbauten im klassizistischen Stil bestanden im Bau der vorher nicht vorhandenen Balkone, wobei sich die Balustraden auch über alle Lücken erstreckten, damit eine Unterteilung in Lisenen vermieden wurde, und in der Anbringung eines leichten, glatten Bossenwerkes.

## Beschreibung
Vor dem Haupteingang, ebenfalls ein Werk Gioffredos, stehen vier Säulen, die den darüberliegenden Balkon stützen; der Eingang führt in ein Vestibül mit einer Gewölbedecke, die mit Nischen und Stuck im Stil von Vanvitelli verziert ist.
Die beiden Baukörper, die die charakteristische U-Form bilden, haben an den beiden gegenüberliegenden Fassaden zwei weitere Eingänge, die ebenfalls mit Säulen und Balkonen versehen sind.
Im ersten Obergeschoss, wo noch eine Reihe von Salons mit Fresken von Alessandro Fischetti erhalten geblieben sind, gab es die Arazzi della battaglia di Pavia (dt.: Bildwirkereien der Schlacht bei Pavia), die Kaiser Karl V. den D’Avalos schenkte und die Alfonso d’Avalos 1862 dem Museo di Capodimonte stiftete. 1849 schuf der Bauingenieur Achille Pulli das Gittertor, das den Garten vom Außenbereich trennt.